# ロイトキルヒ - メミンゲン線
ロイトキルヒ - メミンゲン線（ロイトキルヒ - メミンゲンせん、ドイツ語: Bahnstrecke Leutkirch–Memmingen）は、バーデンヴュルテンベルク州ロイトキルヒとバイエルン州メミンゲンを結ぶ主要路線である。この路線は2020年以来ミュンヘン - リンダウ区間の改良路線の一部として電化されている。

## 歴史
ケンプテン - ノイウルム鉄道の建設が完了してから2年後、ヴァンゲンの市民は国境を越える、新しい鉄道連絡のために、メミンゲンの人との連絡しを取った。この企てには政治的支援がなかったため、当初は計画が失敗した。ヴュルテンベルクのアルゴイ地方は1880年までヘルベルティンゲン - イスニ鉄道によっていくつかの段階で連結された。それにもかかわらず、シュヴァーベン地域と古バイエルン（Altbayern）を結ぶ鉄道建設の要請は根強く残っていた。
1876年と1886年に、メミンゲンは再びヴュルテンベルク地域を通じてリンダウを直接に鉄道で連結することを提案した。二回目の試みは両国間の交渉に至ったものの、バイエルンがリンダウにまで全区間の運営権を要求したため、最初には成功しなかった。しかし、1870年以降、ドイツ帝国陸軍はより多くバイエルン南部、ヴュルテンベルクの駐屯地、アルザス南部の間に鉄道の空白を埋めるのを強いて推し進めたので、1887年に最終的に条約が締結された。
ほぼ3年間の建設工事の後、この路線が1889年10月2日に開業できた。ロイトキルヒ駅は、既存のヘルベルティンゲン - イスニ線に接続され、新しいくさび形で建設された。帝国軍は鉄道建設の実行にも関与した。ヴュルテンベルク区間は、訓練の目的で時々民間建設のプロジェクトに参加したベルリン鉄道連隊（Berliner Eisenbahnregiment）の隊員達が帝国鉄道の発注を受けて建設した。
1890年7月15日に、ヴァンゲン - ヘルガッツ区間の開通により、ブーフローエ - リンダウ区間でもう一つの鉄道連絡がようやく実現された。ヴュルテンベルク・アルゴイ地域を通過する新線は、ケンプテンを経由する古いバイエルン路線より短くなった。

## 沿線概況

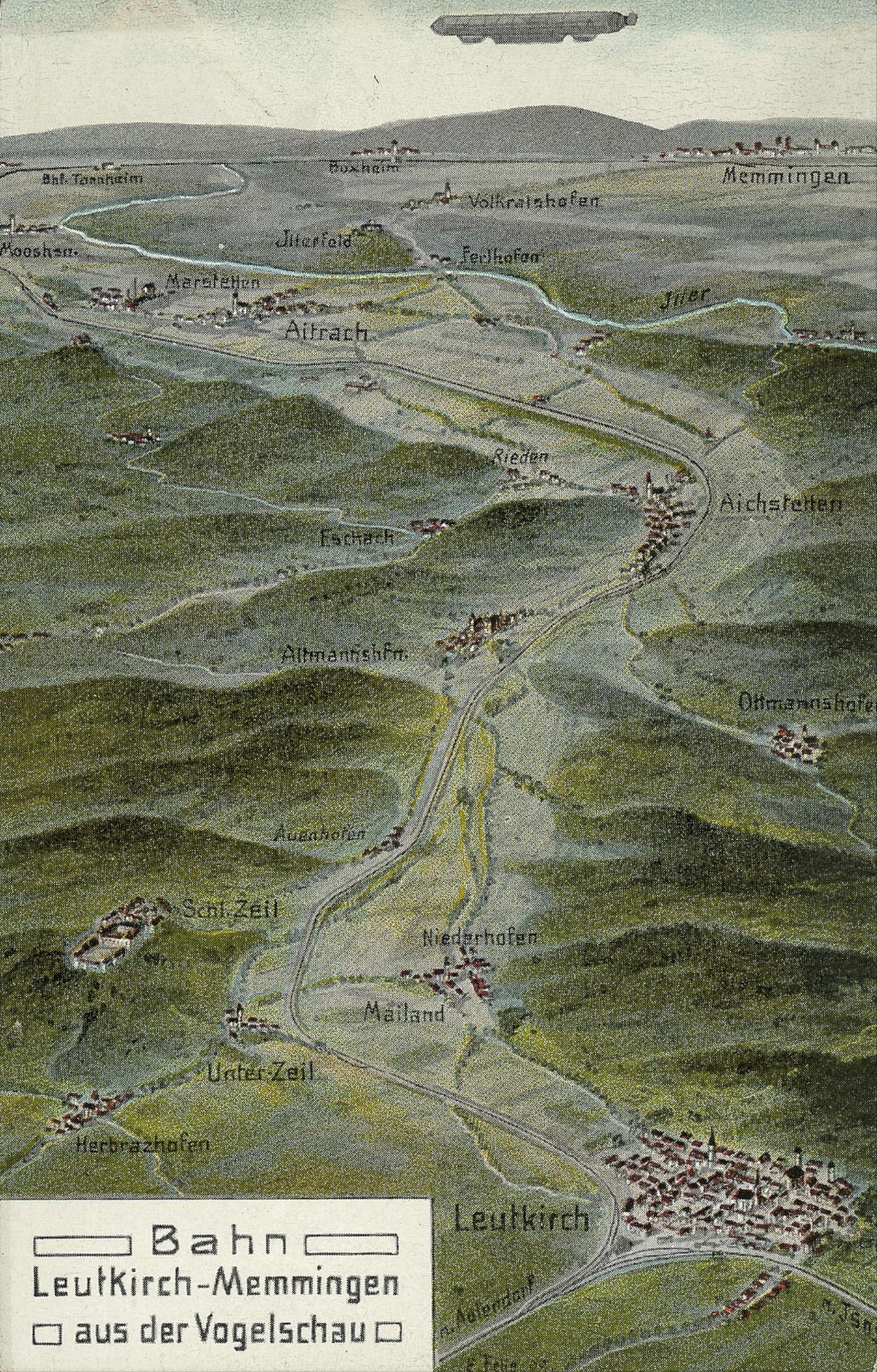
「ロイトキルヒ - メンミンゲン鉄道の鳥瞰図」、オイゲン・フェレによる葉書き、1909年

この路線は、アルゴイ地方のロイトキルヒとメミンゲンを直線ではなくて、二つの曲線で結んでいる。政治的な理由のほかに、より好ましい地形条件の理由で、経路が採択された。この路線の前半部はエシャッハ川、アイトラッハ川と平行に続くため、建設中には技術的な難点はほとんどなかった。坑木の輸送の目的でヴュルテンベルクの森と連結するように、タンハイムとブクスハイムはイラー川との交差地点として選択された。
列車はロイトキルヒ駅を出発して、最初に北西に曲がり、旧ウンテルツェイル駅に向かう。その後、この路線の方向は北東の方に変わり、列車はアルトマンスホーフェン駅とアイヒシュテッテン駅を通過する。この曲線は、ヴァルトブルク＝ツァイル伯爵の鉄道に関する利権から生じたものである。アイヒシュテッテンのシェル石油貯蔵所に通じる安全側線には、毎日運行する私鉄の機関車が待機する。
列車はその後まもなく北方向に再び曲がり、マルステッテン＝アイトラッハ駅、1970年代から廃止されているモースハウゼン旧駅を経由して、タンハイム駅に到る。そこでこの路線は東の方へ別の急曲線で方向を転換し、この路線の最大の高架橋で州境界線およびイラー川を横断する。バイエルン州では、旧ブクスハイム駅が続き、列車は広いループを通過して市街地の南側にあるメミンゲン駅に到る。長い軍用列車の方向転換を避けるために、線路は南からメミンゲン駅に連結された。いわゆる「タンハイム曲線」は部分的に政治的な原因で、すなわちブクスハイムのヴァルトボット・フォン・バッセンハイム伯爵とタンハイムのフォン・シェースベルク伯爵が地元の鉄道連絡を望んだことから由来した。

## 運行形態

### 旅客輸送

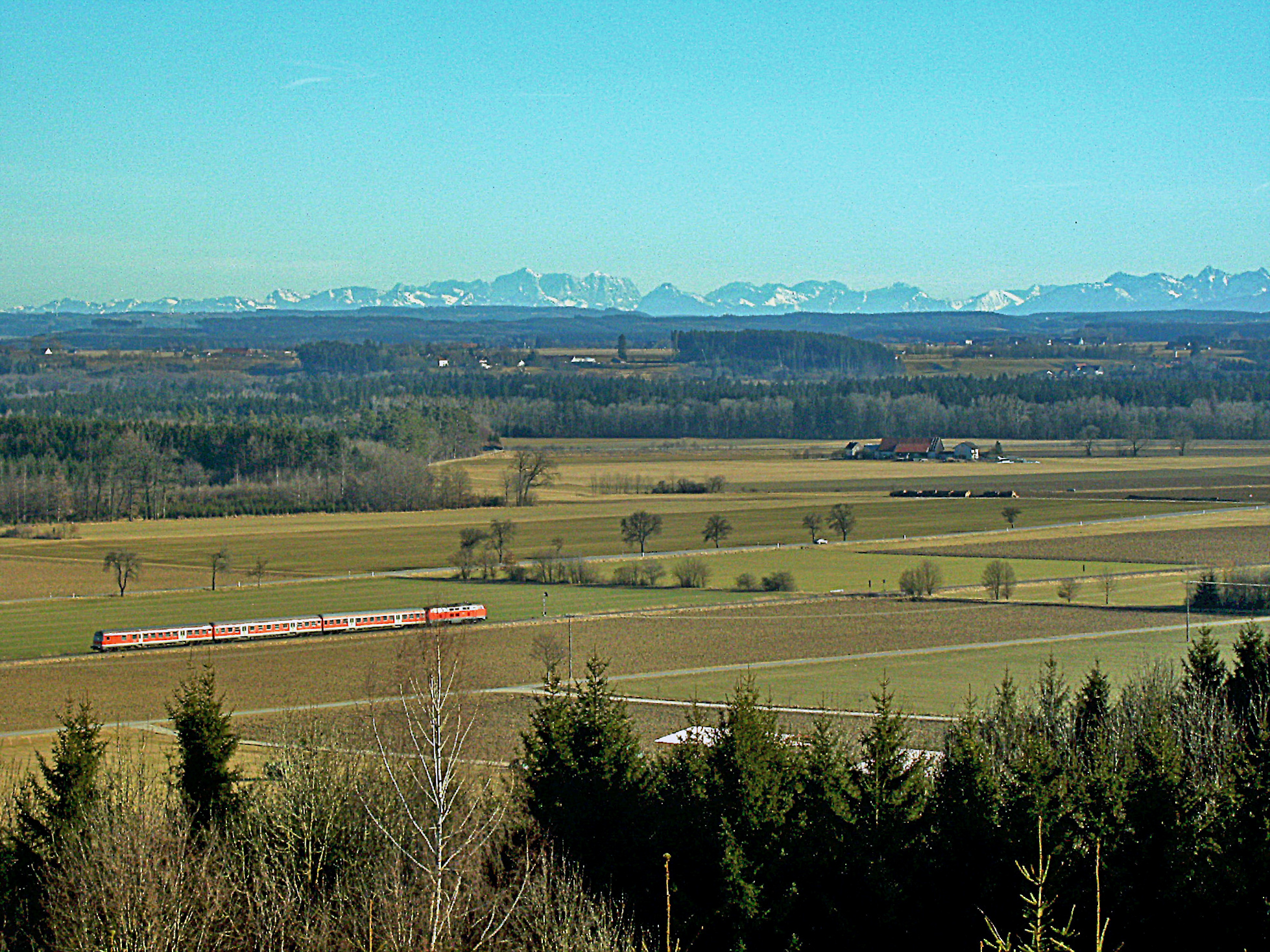
メミンゲンとモースハウゼンの間

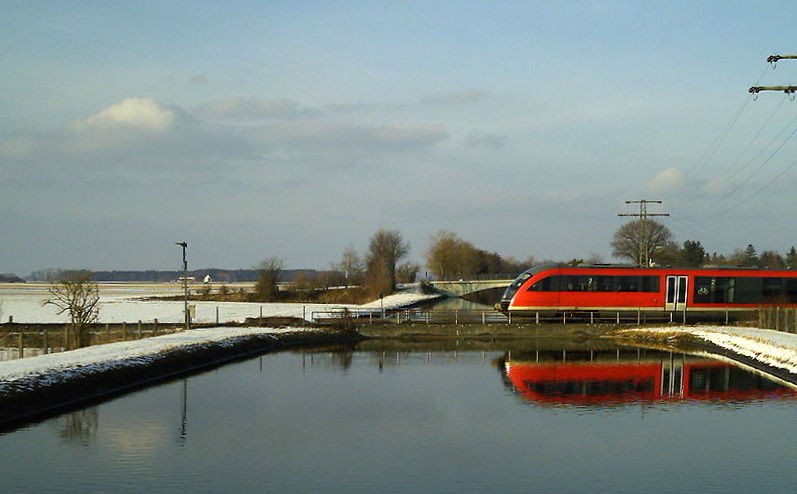
タンハイム近くのイラー運河に架かる鉄道橋

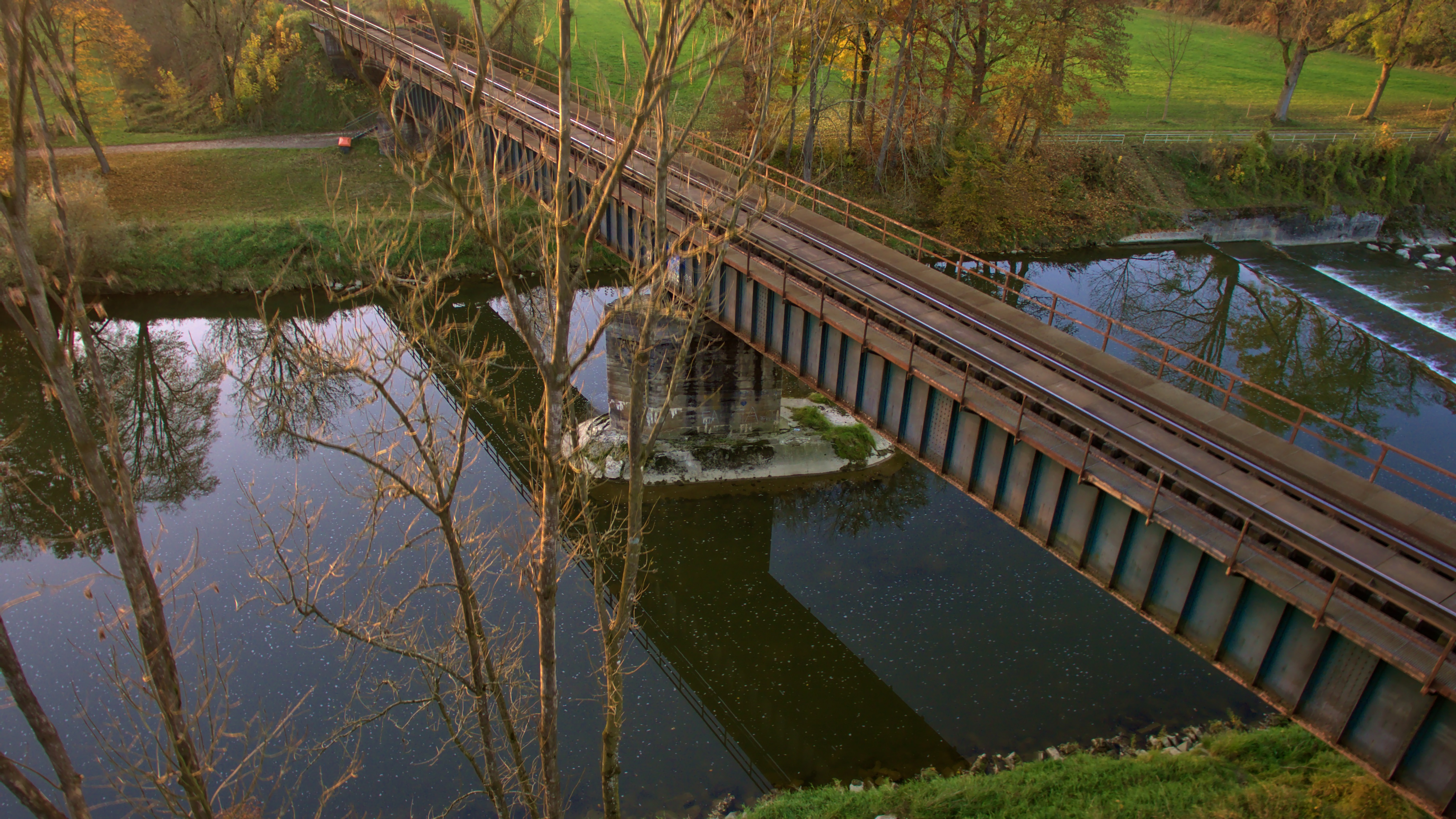
ブックスハイム近くの運河に架かるイラーに架かる鉄道橋、残水のみ

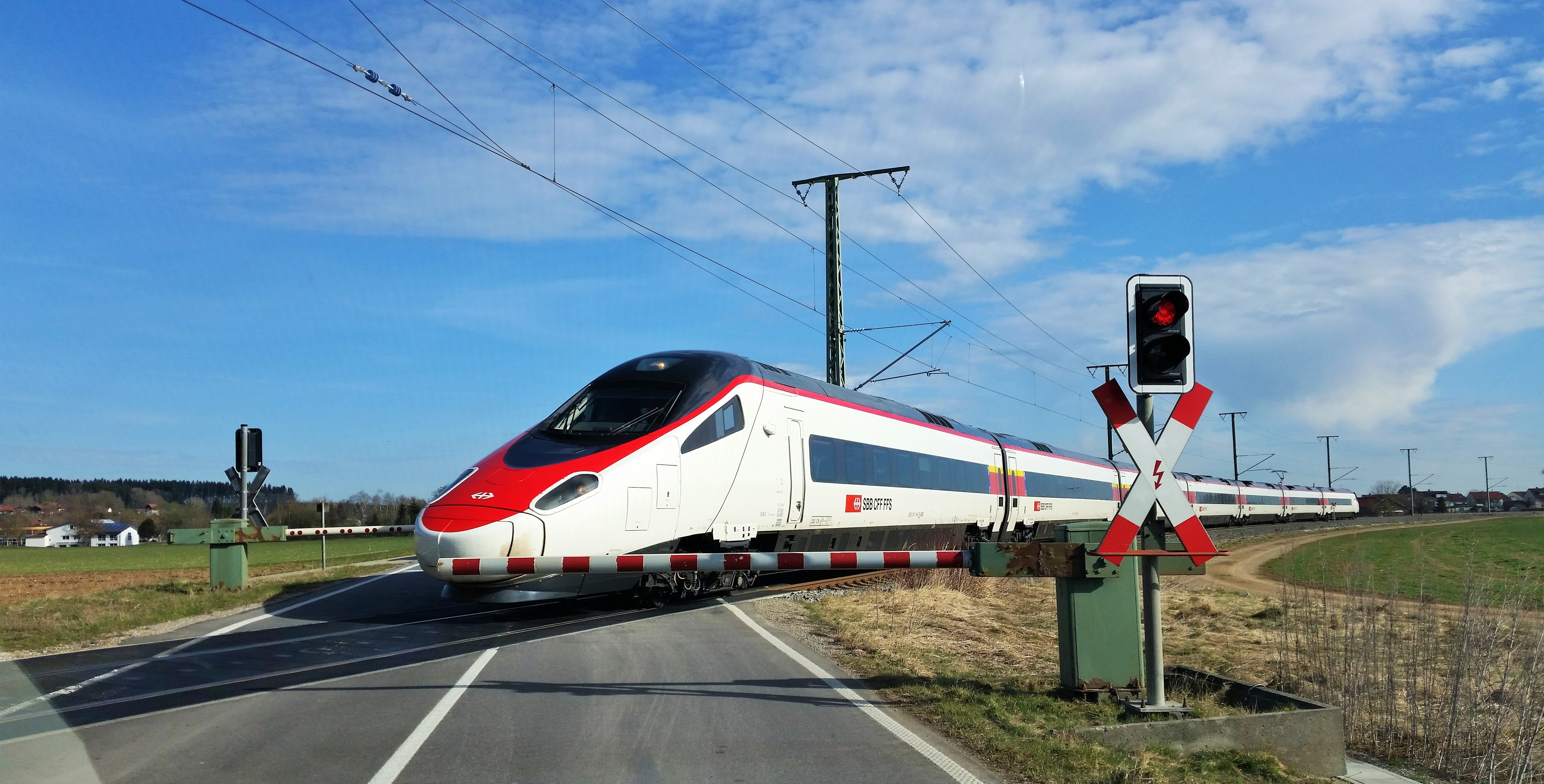
タンハイムの踏切を通過するECE列車（2021年）

ユーロシティ・エクスプレス列車はミュンヘンとチューリヒをこの路線を経由して、120分置きに通行する。この列車はメミンゲン駅のみに停車する。
中距離列車は以下のように運行される。ロイトキルヒ - マルシュテッテン＝アイトラッハ区間はボーデン湖・オーバーシュヴァーベン運輸連合（Bodensee-Oberschwaben Verkehrsverbund, bodo）運賃システムの適用区間である。
- 快速列車（RE 96）: リンダウ・ロイティン - リンダウ島 - ヘルガッツ - キスレック - ロイトキルヒ - アイヒシュテッテン - マルシュテッテン＝アイトラッハ - タンハイム - メミンゲン - ブーフローエ - ミュンヘン。120分間隔。私設鉄道ゴーアヘッド運営。使用車両はFLIRT3。
- 普通列車（RB 92）: リンダウ島 - ヘルガッツ - キスレック - ロイトキルヒ - アイヒシュテッテン - マルシュテッテン＝アイトラッハ - タンハイム - メミンゲン。120分間隔。私設鉄道ゴーアヘッド運営。使用車両はRE96と同じ。

### 貨物輸送
1958年から1995年まで、メンチスロット油田で生産された200トンの石油は、タンハイム駅でタンク車に積み込まれ、毎日メミンゲンに輸送された。夏季には砂利運搬列車が運行されて、他にはドイツの戦略的の石油備蓄の一環としてアルトマンスホーフェンでシェル大型石油貯蔵所が使用される。
2009年にタンハイム曲線部分の移設が論議されて、原案によれば、イラーボイレンまで地方鉄道であった旧メミンゲン - レーガウ線と近い経路を取ってアイヒシュテッテンを直接に連結する方案であった。
タンハイムとアイトラッハのコミュニティは、鉄道移設の実施が彼らを鉄道輸送から切り離すことを意味したので、この提案を反対した。2009年3月にバーデンヴュルテンベルク州はその提案を拒否した。